# سيمون رينولدز
سيمون رينولدز (بالإنجليزية: Simon Reynolds)‏ هو كاتب وصحفي بريطاني، ولد في 19 يونيو 1963 في لندن في المملكة المتحدة.

## وصلات خارجية
- سيمون رينولدز على موقع ميوزك برينز (الإنجليزية)
- سيمون رينولدز على موقع إن إن دي بي (الإنجليزية)